# Mount Loweth
Mount Loweth är ett berg i Antarktis. Det ligger i Västantarktis. Inget land gör anspråk på området. Toppen på Mount Loweth är 1 454 meter över havet, eller 39 meter över den omgivande terrängen. Bredden vid basen är 1,3 km.
Terrängen runt Mount Loweth är huvudsakligen kuperad, men söderut är den platt. Trakten är obefolkad. Det finns inga samhällen i närheten.